# Streptoloma
Streptoloma é um género botânico pertencente à família Brassicaceae.